# Richard Birkeland
Richard Birkeland, född 6 juni 1879 i Farsund, Norge, död 10 april 1928 i Oslo, var en norsk matematiker. Han blev professor i matematik vid Tekniska högskolan i Trondheim 1910, och vid universitetet i Oslo 1922. Hans matematiska verksamhet var inriktad på teorierna för differentialekvationer och algebraiska ekvationer, hans mest bemärkta arbeten rörde de senares upplösning genom hypergeometriska serier.

## Biografi
Birkeland var son till Theodor Birkeland, köpman i Farsund, och hans hustru Therese Karoline Overwien. Han var kusin till fysikprofessorn Kristian Birkeland. År 1909 gifte han sig med Agnes Hoff och fick sonen Øivind, som blev civilingenjör från NTH och byggnadsvetare.
Birkeland studerade matematik under Elling Holst vid Kristiania Tekniska Skola, där han tog examen i byggteknik 1901. Han fortsatte sina studier i matematik under Henri Poincaré, vid Picard et Goursat i Paris, samt med David Hilbert och Felix Klein vid Georg-August-Universität Göttingen.

## Karriär
Åren 1903 till 1908 var han vid vägväsendet och konstruerade broar och vägar. Han var sedan lärare vid sin gamla tekniska skola i Kristiania i ett år och universitetsstipendiat i matematik från 1908 till 1910, innan han 1910 blev professor i matematik vid Norges nya tekniska universitet i Trondheim. År 1909 levererade sin avhandling om differentialekvationer vid Det Kongelige Frederiks Universitet som det då kallades. Den var på franska och hade titeln Sur certaines singularités des équations différentielles. Han bedrev lite forskning efter att han blev vicerektor från 1916 till 1917 och rektor där från 1920 till 1923, då han flyttade till Oslo. Där var han professor i tillämpad matematik från 1923 till sin död. Han var akademiskt mycket mångsidig, men är mest känd för sina arbeten om algebraiska ekvationer och hypergeometriska funktioner.
Birkeland var den som först fick idén till stiftelsen Norsk matematisk forening 1918. Han var också den förste att föreläsa på NTH, vilket skedde den 19 september 1910 i auditorium C, och ämnet var matematik.

### Andra uppdrag
- kommittén för inrättande av lärarhögskolan i Nidaros
- Statens forskningsfond, komittémedlem
- Trondhjems bostadsråd, ordförande
- Trondhjems folkbibliotek, styrelsemedlem
- Trondhjems polytekniska förening, ordförande (fick hedermärket)
- Studentersamfundet i Trondhjem, kansler för orden «De Sorte Faars Ridder Skab» och utnämnd till «Gouvernør over Værdalen»
- Norsk matematisk forening, medstiftare 1918 och vice ordförande i några år
- Husfar / styrelseordförande, Blindern Studenterhjem, Oslo 1926-28.